# Atlanship
Die Schweizer Reederei Atlanship betreibt Orangensaftkonzentrattanker und Containerschiffe. Die Reederei wurde 1982 in Lausanne gegründet, hat ihren Hauptsitz in La Tour-de-Peilz (Schweiz) und  eine Repräsentanz in Rotterdam, Niederlande.

## Geschichte

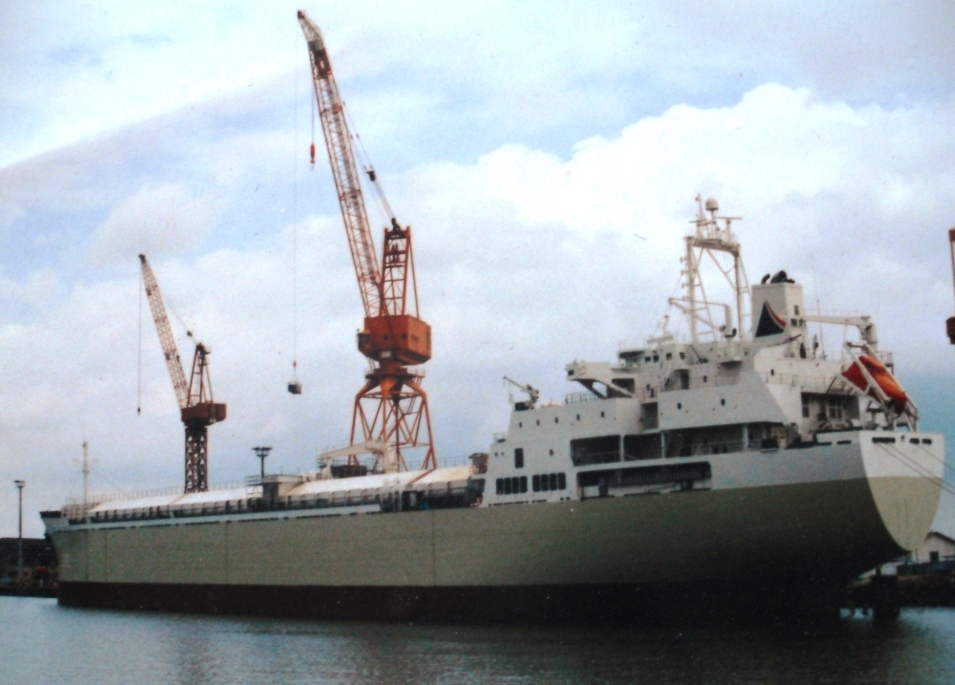
Die Orange Sky entstand 2002/03 aus einem Massengutfrachter bei der Lloydwerft in Bremerhaven

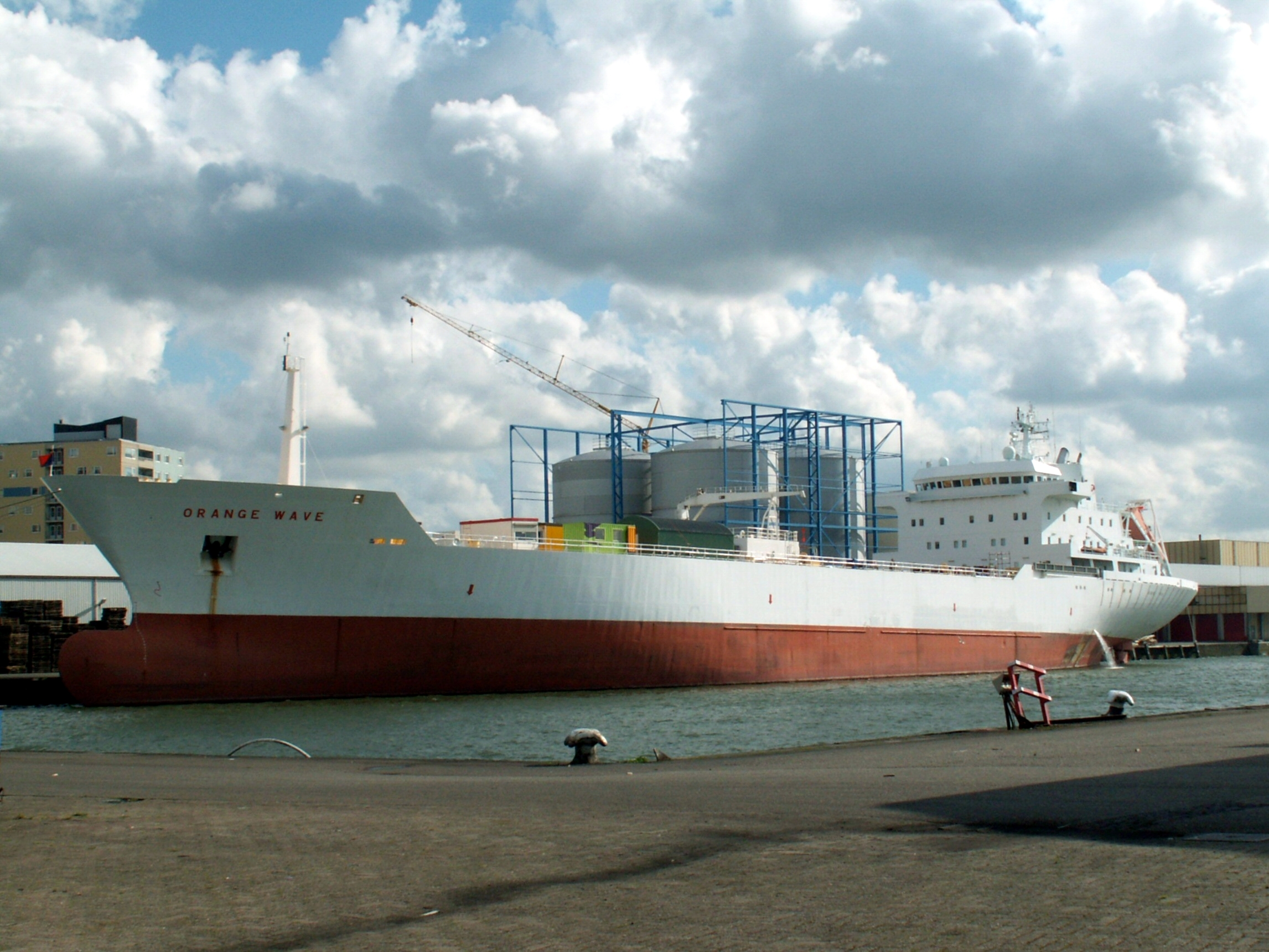
Die Orange Wave in Rotterdam

Gegründet 1982 in der Schweiz begann diese Reederei mit dem relativ neuen Geschäft des Transportes von tiefgekühltem Orangensaftkonzentrat. Diese flüssige Ladung wurde vorher in Fässern in den Tiefkühlräumen von Universalfrachtschiffen oder von Kühlschiffen transportiert.

## Schiffe
| Name              | Typ               | IMO-Nr. | Baujahr                                                    |
| ----------------- | ----------------- | ------- | ---------------------------------------------------------- |
| Orange Blossom    | Orangensafttanker | 8407931 | 1984, verkauft 2015, neuer Name Blossom, 2015 verschrottet |
| Bebedouro         | Orangensafttanker | 8503773 | 1986, 2013 zur Verschrottung verkauft                      |
| Orange Wave       | Orangensafttanker | 9057123 | 1993, in Fahrt                                             |
| Orange Sky        | Orangensafttanker | 9228370 | 2003, in Fahrt                                             |
| Chiquita Explorer | Containerschiff   | 9304966 | 2005, in Fahrt                                             |
| Chiquita Voyager  | Containerschiff   | 9304978 | 2005, in Fahrt                                             |
| Chiquita Express  | Containerschiff   | 9304758 | 2005, in Fahrt                                             |
| Chiquita Trader   | Containerschiff   | 9304760 | 2005, in Fahrt                                             |
| Orange Sun        | Orangensafttanker | 9342580 | 2007, in Fahrt                                             |
| Chiquita Venture  | Containerschiff   | 9357080 | 2007, in Fahrt                                             |
| Chiquita Progress | Containerschiff   | 9357119 | 2007, in Fahrt                                             |
| Orange Star       | Orangensafttanker | 9564384 | 2011, in Fahrt                                             |
| Orange Ocean      | Orangensafttanker | 9675391 | 2014, in Fahrt                                             |
| Orange Blossom 2  | Orangensafttanker | 9675406 | 2014, in Fahrt                                             |

Stand Jan. 2024